# Vasarikorridor

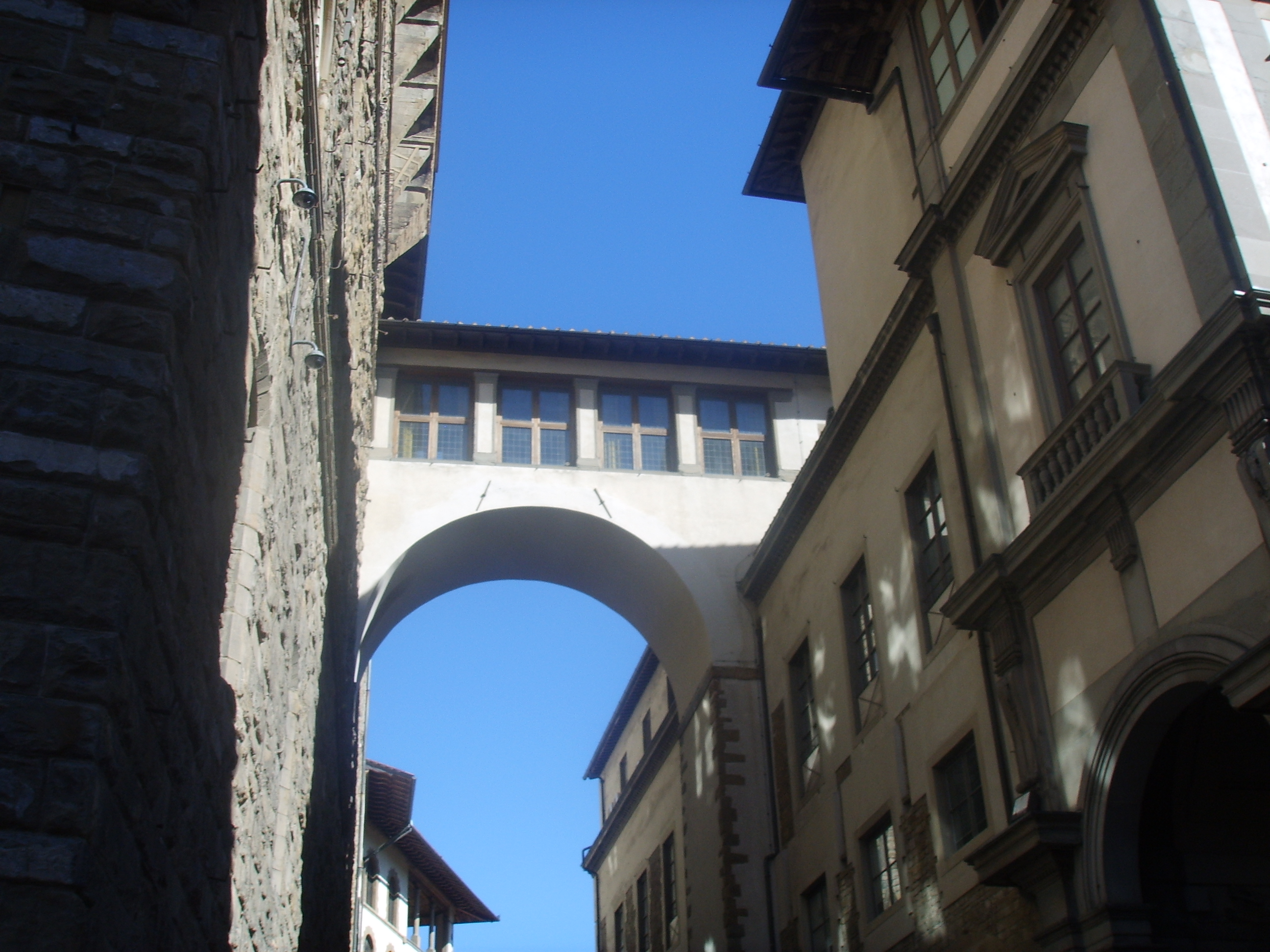
Der Beginn des Corridoio: die Verbindung zwischen Palazzo Vecchio und Uffizien über der Via della Ninna

Der Vasarikorridor (auch Vasarianischer  Korridor; italienisch: Corridoio Vasariano) ist ein überdachter Gang in Florenz, der den Palazzo Vecchio mit dem Palazzo Pitti verbindet und dabei oberhalb des Ponte Vecchio den Arno überquert. Die Gesamtlänge des Corridoio Vasariano wird variierend mit zwischen 800 und 1000 Metern angegeben.

## Geschichte
Auf Wunsch des Großherzogs Cosimo I. de’ Medici entstand der Korridor zwischen den Monaten März und Dezember 1565, der Architekt Giorgio Vasari selbst gibt in seiner Autobiographie eine etwas kürzere Entstehungszeit von nur fünf Monaten an. Vasari war zu diesem Zeitpunkt leitender Hofkünstler Cosimos und überwachte zeitgleich auch die Arbeiten im Palazzo Vecchio sowie den Bau der Uffizien. Der Grund für den Bau war die bereits seit etwa 15 Jahren bestehende parallele Existenz zweier Herrschaftssitze – des Palazzo Vecchio auf der nördlichen und des Palazzo Pitti auf der südlichen Arnoseite –, deren Verbindungsweg über die öffentlichen Straßen und Brücken für den Großherzog ein Sicherheitsrisiko darstellte. Unmittelbarer Anlass der Errichtung war die prunkvolle Hochzeit von Cosimos Sohn und späterem Erbfolger Francesco mit Johanna von Österreich am 18. Dezember des Jahres, für die der Korridor den Gästen vorgeführt und möglicherweise zeremoniell genutzt werden sollte. Ein Vorbild des Baus dürfte beispielsweise im mittelalterlichen Verbindungsgang des Passetto di Borgo in Rom zu sehen sein, der dem Papst die sichere Passage zwischen Vatikanstadt und Engelsburg erlaubte.
Der ursprüngliche Gang des Vasarikorridors beginnt mit einer Überquerung der Via della Ninna zwischen dem Palazzo Vecchio und dem zweiten Obergeschoss der Uffizien. Nach der Durchquerung der Uffizien verlässt der Besucher des Korridors das Uffizien-Gebäude, betritt einen benachbarten Palazzo und verlässt diesen wiederum auf der Höhe zwischen dem ersten und zweiten Obergeschoss in Richtung Arno, wo er nach zwei rechtwinkligen Abbiegungen des Gangs über den Ponte Vecchio geführt wird. Auf der südlichen Arnoseite umquert der Korridor zunächst umständlich den mittelalterlichen Geschlechterturm der Mannelli, der weitere Verlauf führt von dort über mehrere Straßen hinweg und stützt sich teilweise auf die Mauern von Privatgebäuden. In der Kirche Santa Felicita öffnet sich der Gang zu einer Empore, die der großherzoglichen Familie den Blick ins Kirchenschiff und die Teilnahme an der Messe erlaubt hatte. Der direkte Zugang vom Korridor auf die Empore wurde später wieder zugemauert. Das Fenster mit Blick auf die Empore und ins Kirchenschiff besteht jedoch noch heute. Der Korridor führt von dort weiter bis zum Palazzo Pitti, wo man entweder den Boboli-Garten auf der Höhe der Grotta Grande betreten oder weiter bis direkt in das Innere des Palastes gehen kann.

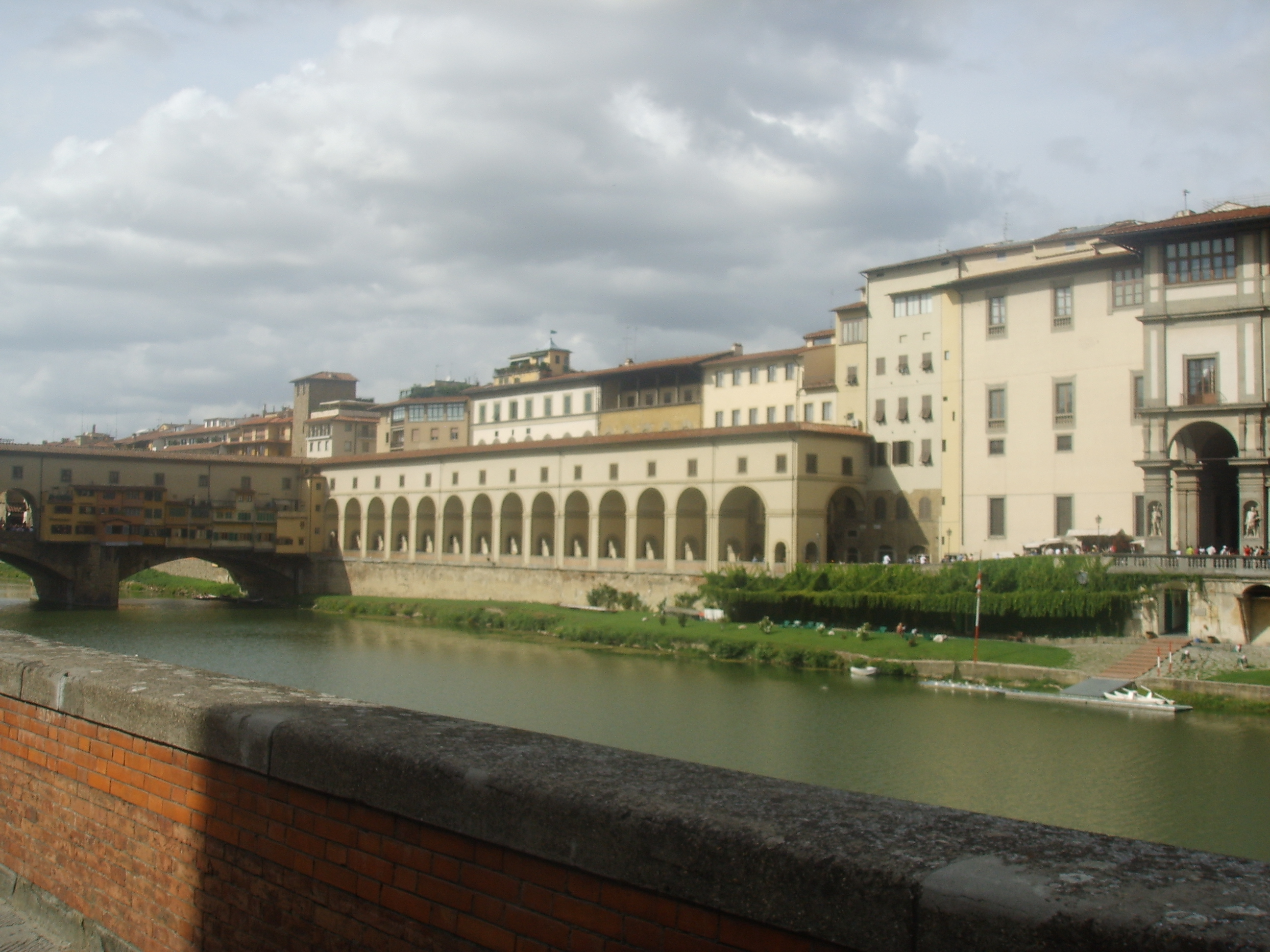
Der Arkadengang zwischen Uffizien und Ponte Vecchio
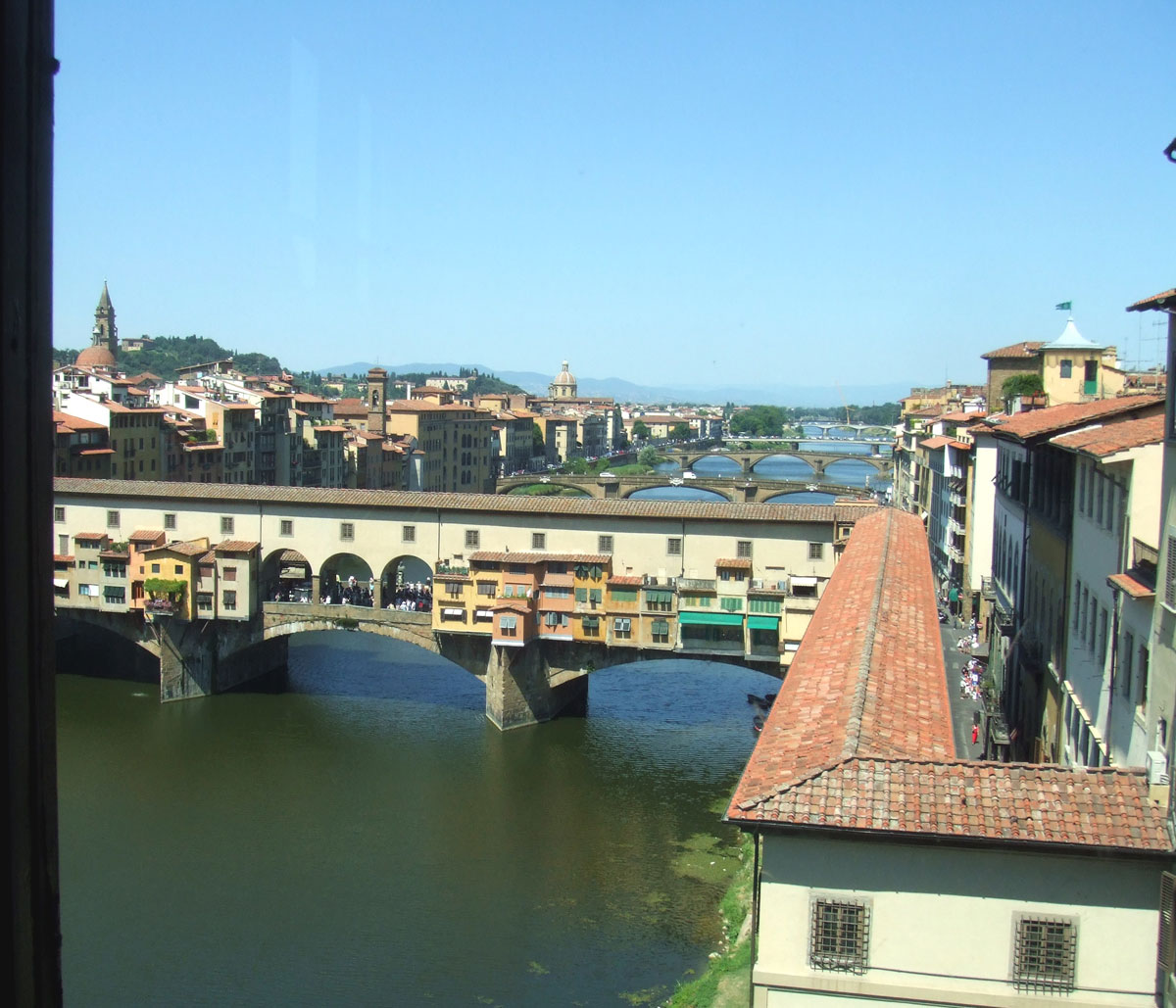
Der Verlauf des Corridoio entlang des Lungarno und über den Ponte Vecchio von den Uffizien aus betrachtet
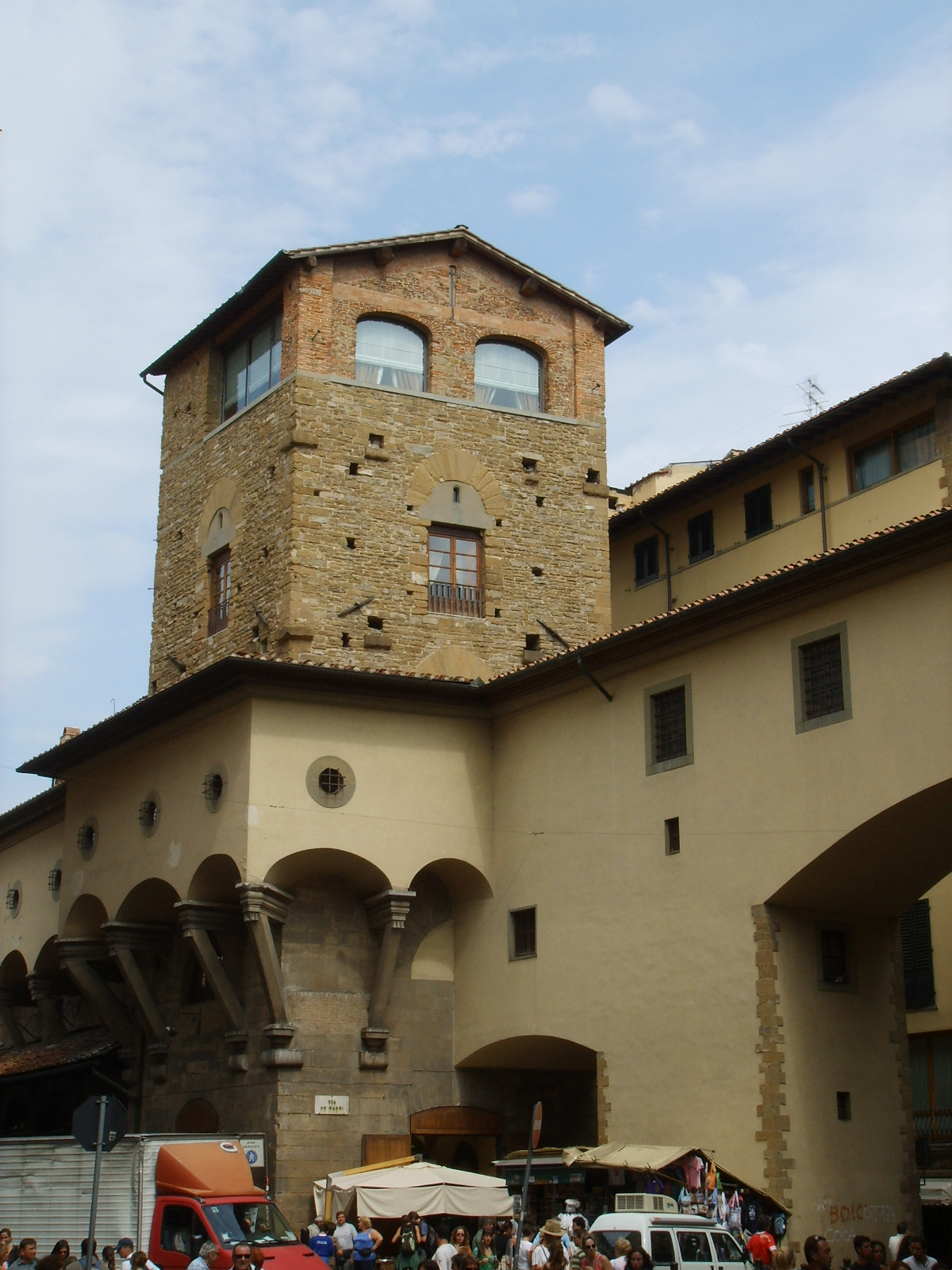
Die Umquerung der Torre dei Mannelli
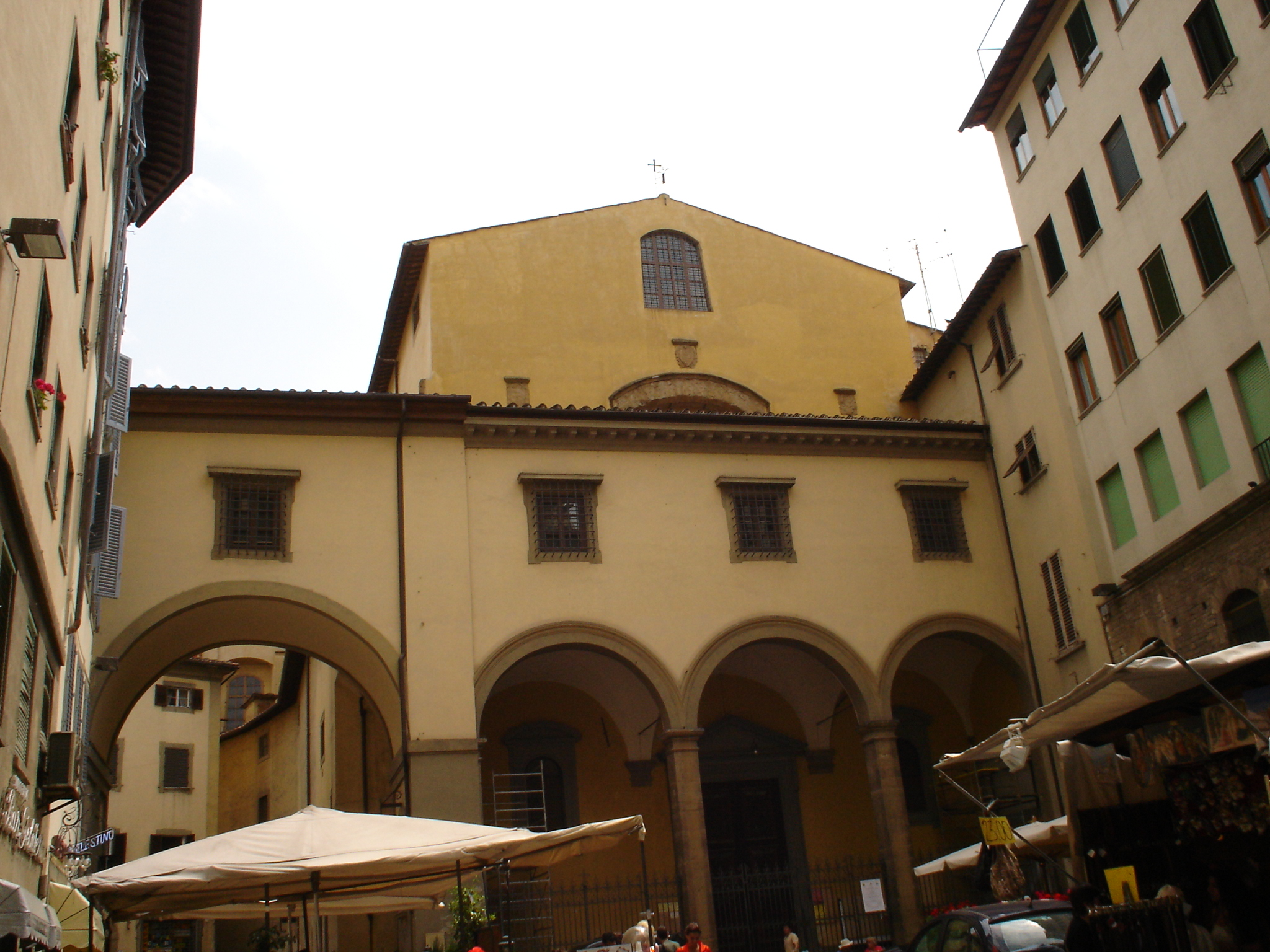
Der Anschluss an die Fassade der Kirche Santa Felicita
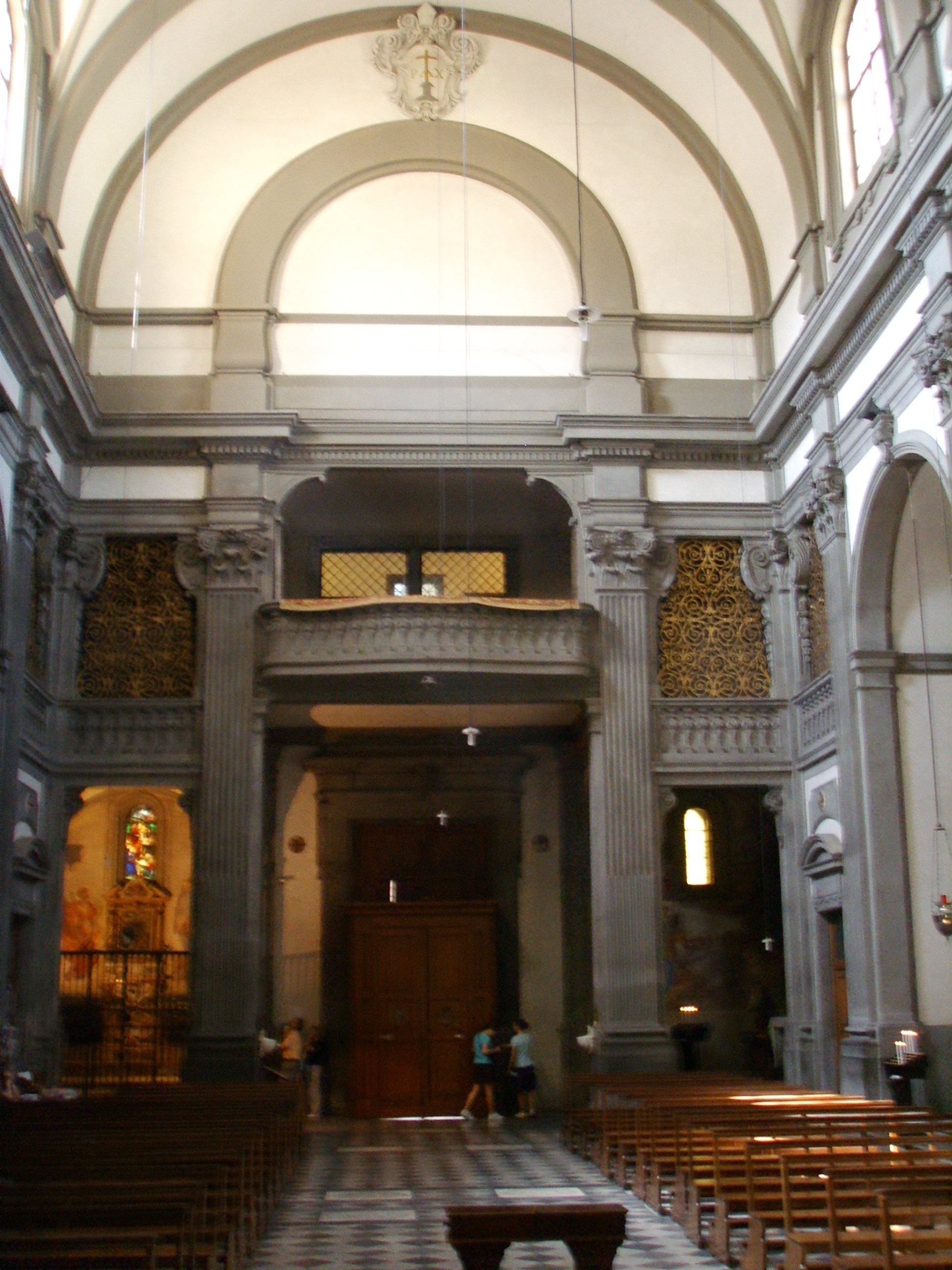
Die Hochempore im Inneren der Kirche, die vom Vasarikorridor eingesehen und früher auch betreten werden konnte
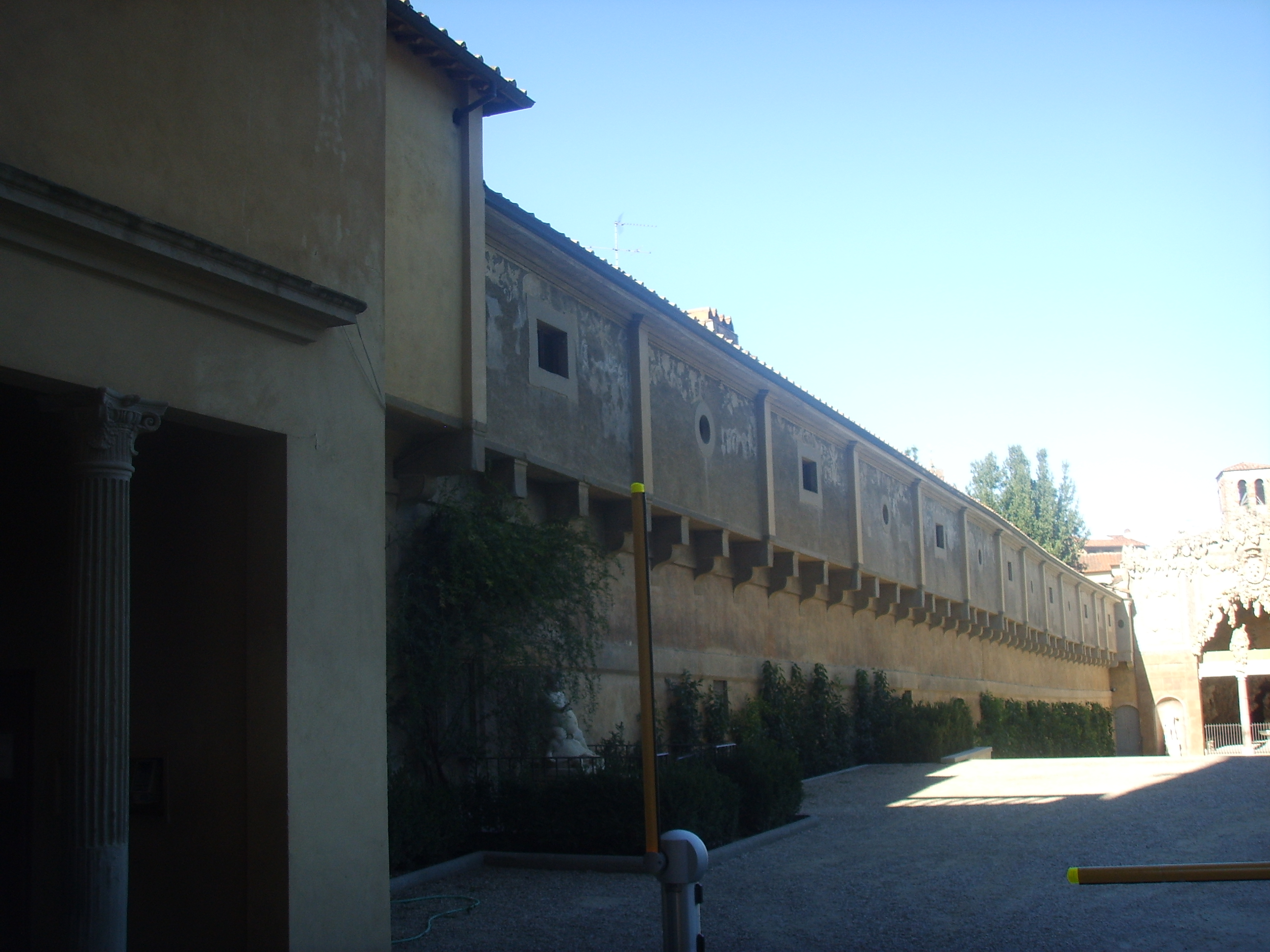
Der letzte Abschnitt des Gangs am Boboli-Garten

Seit dem 18. Jahrhundert wird der Gang zur Präsentation einer besonderen Bildgattung aus dem Bestand der Gemäldegalerie der Uffizien genutzt – eines Großteils der dort gesammelten Künstlerselbstporträts aus dem Zeitraum zwischen dem 15. und dem 20. Jahrhundert. Im Bereich zwischen dem Uffizien-Gebäude und dem Brückenkopf des Ponte Vecchio sind darüber hinaus weitere Gemälde des Barock zu sehen. Der Vasarikorridor ist heute nach Vereinbarung und nur mit einer obligatorischen Buchung einer Führung zu besichtigen; aufgrund der Enge des Raums und der besonderen klimatischen Bedingungen ist die Möglichkeit zur Besichtigung jedoch zu mehreren Zeiten des Jahres stark eingeschränkt.
Im März 2016 verkündete der damalige Direktor der Uffizien Eike Schmidt seinen Plan, künftig die Sammlung von Selbstporträts an einem geeigneteren Ort unterzubringen und es auf diese Weise Touristen zu ermöglichen, den Gang ohne kostenaufwendige Buchung zu besichtigen. Vorgesehen war, dass künftig Besucher der Uffizien mit einem Kombiticket auf direktem Weg über den Korridor zum Palazzo Pitti gelangen können.
Von 2016 bis Ende 2024 war der Gang für Besucher geschlossen, um Erhaltungsmaßnahmen durchzuführen. Mit der Wiedereröffnung am 21. Dezember 2024 kann er wieder von maximal 25 Personen gleichzeitig alle 20 Minuten betreten werden.

## Film
- Michael Scott: Das unsichtbare Florenz. Großbritannien 2016 (Italy’s Invisible Cities), deutsche Version 2017, 43 Min. (Aufnahmen basierend auf 3D-Scans)